# Idioma suazi
El suazi (siSwati, en suazi) es una lengua bantú del grupo nguni hablada en Sudáfrica, Esuatini, Suazilandia, Lesoto y Mozambique. Tiene más de 1,5 millones de hablantes y se enseña en los colegios de Esuatini (artículo 3, inciso 2 de la Constitución.). Es lengua oficial de Esuatini (junto con el inglés) y una de las 11 lenguas oficiales de Sudáfrica.

## Clasificación
El suazi se encuadra dentro de:
- Grupo de familias de lenguas de África y el Sudoeste Asiático

- Lenguas níger-congo

- Lenguas bantúes

## Hablantes
Atendiendo a su origen, el 1 706 924 de personas que lo hablan se reparten de la siguiente manera:
- 1 010 000 en Sudáfrica (2006).
- 980 000 en Esuatini (2006).
- 43 000 en Lesoto (2002).
- 1200 en Mozambique (2006).

## Dialectos
Existen variedades en el modo del habla de esta lengua dentro de Esuatini correspondiéndose con sus cuatro regiones administrativas, a saber: Hhohho, Lubombo, Manzini y Shishelweni.
Ahora bien, se reconocen tres dialectos:
- Baca.
- Hlubi.
- Phuthi.

## Codificación
Los códigos de idioma del suazi son: ss (ISO 639-1) y ssw (ISO 639-2 e ISO 639-3).